# 新加坡體育城
新加坡體育城是一座位於新加坡加冷全新落成的體育園區。它的位置為舊新加坡國家體育場的原址，2010年9月29日開始拆遷。新加坡體育城的興建工程於2011年開始，2011年2月奠基，原计划2014年4月啟用，但后来因天气等其他因素延后至2014年6月。体育城最后于2015年6月26日正式竣工启用，由新加坡时任总理李显龙主持开幕。

## 外部連結
- 新加坡體育理事會網站
- 新加坡体育城网站